# توماس بنسون
توماس بنسون (بالإنجليزية: Thomas Benson)‏ هو لاعب كرة قدم أمريكية أمريكي، ولد في 9 يونيو 1961 في أدمور في الولايات المتحدة.

## وصلات خارجية
- توماس بينسون على موقع مرجع كرة القدم المحترفة.كوم (الإنجليزية)